# Associação de Futebol de Granada
A Associação de Futebol de Granada (em inglês: Grenada Football Association, ou GFA) é o órgão dirigente do futebol em Granada. Ela é a responsável pela organização dos campeonatos disputados no país, bem como da Seleção Nacional.